# Kem chống lão hóa

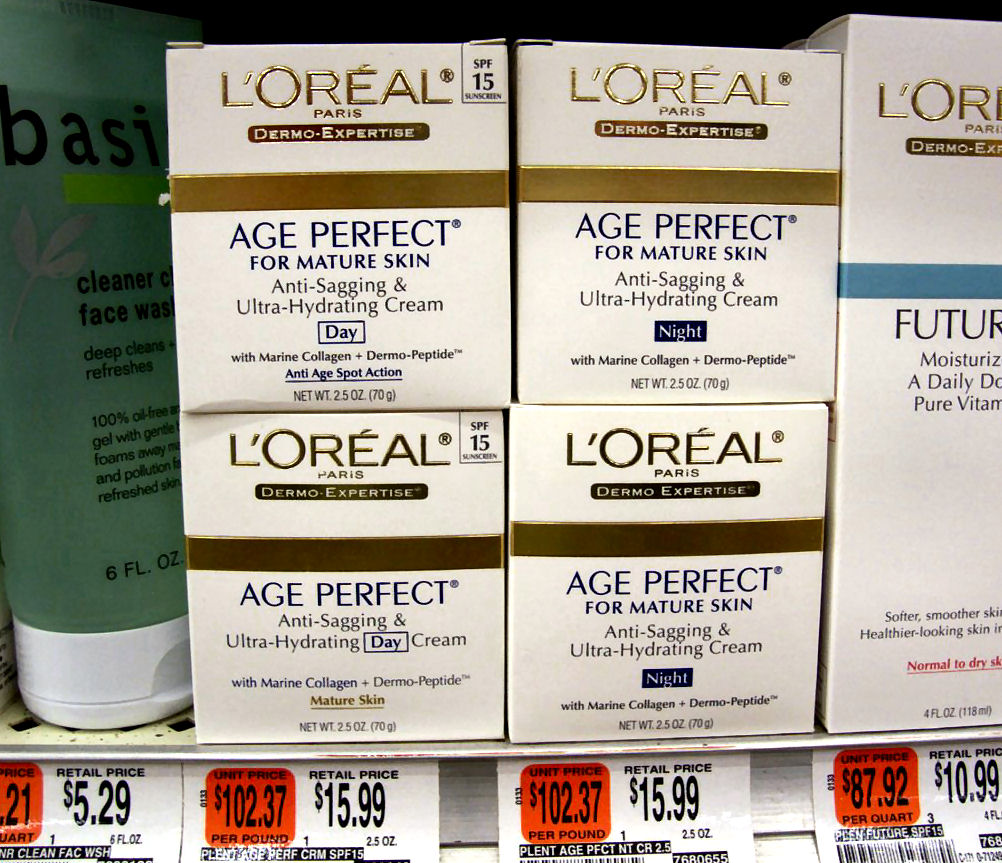
Kem chống lão hóa

Kem chống lão hóa phần lớn là các sản phẩm dược-mỹ phẩm chăm sóc da có thành phần chính là kem dưỡng ẩm bán trên thị trường phục vụ người tiêu dùng trông trẻ hơn bằng cách giảm, che giấu hoặc ngăn ngừa các dấu hiệu lão hóa da. Các dấu hiệu này gồm da nhão (lún), nếp nhăn và photoaging, bao gồm ban đỏ, rối loạn sắc tố (chuyển màu nâu), tổn hại elastin do áng nắng mặt trời (vàng), chai sạn (tăng trưởng bất thường) và kết cấu da không tốt.
Mặc dù nhu cầu rất lớn, nhưng nhiều sản phẩm và phương pháp điều trị chống lão hóa vẫn chưa được chứng minh mang lại hiệu quả lâu dài hoặc tích cực. Một nghiên cứu cho biết loại kem có hiệu suất tốt nhất làm giảm nếp nhăn xuống dưới 10% trong 12 tuần, điều này không đáng chú ý đối với mắt người. Một nghiên cứu khác tìm ra chất dưỡng ẩm giá rẻ cũng có hiệu quả như kem chống nếp nhăn giá cao. Một nghiên cứu năm 2009 tại Đại học Manchester cho biết một số thành phần có kết quả.
Theo truyền thống, kem chống lão hóa bán trên thị trường phục vụ phụ nữ, nhưng các sản phẩm đặc biệt nhắm mục tiêu nam giới ngày càng phổ biến.